# Anton Roscher
Anton Roscher (3. května 1877 Dolní Grunt u Varnsdorfu – 27. září 1946 Liberec) byl československý politik německé národnosti a meziválečný poslanec Národního shromáždění za Německou sociálně demokratickou stranu dělnickou v ČSR.

## Biografie
Byl synem tkalce. Vychodil národní školu v Rumburku a Varnsdorfu. Už od dětství musel pracovat. Byl textilním dělníkem, vyučil se též zedníkem. Od roku 1908 byl odborovým a stranickým funkcionářem rakouské sociální demokracie. Podle údajů k roku 1929 byl úředníkem v Liberci. Působil jako odborářský činovník a politik.
V parlamentních volbách v roce 1920 získal za DSAP poslanecké křeslo v Národním shromáždění. Mandát obhájil v parlamentních volbách v roce 1925 a parlamentních volbách v roce 1929.